# Passo do Oberalp
O passo do Oberalp (romanche: Alpsu or Cuolm d'Ursera, italiano: Passo dell'Oberalp, alemão: Oberalppass) a 2 044 m de altitude, é um alto passo de montanha nos Alpes Suíços, ligando os cantões dos Grisões e Uri, entre Disentis/Mustér e Andermatt.

## Fechamento no inverno
A estrada pública que cruza o passo está sendo fechada no inverno, ao passo que a linha férrea do antigo Furka-Oberalp Bahn, agora chamada Linha Matterhorn-Gotthard opera durante todo o ano e possibilita o transporte de carros também no inverno. O fechamento depende da ocorrência de nevascas, e ocorre entre final de outubro e início de dezembro. Sua abertura na primavera é esperada entre o final de abril, podendo ocorrer até meados de maio.

## Estação ferroviária
A estação ferroviária do passo do Oberalp está localizada logo abaixo da área de esqui. Tem três plataformas, e é de propriedade e operada pela Linha Matterhorn-Gotthard.

## Nascente do Rio Reno
O Rio Reno tem sua nascente próxima do Passo do Oberalp. Uma rota de caminhada é demarcada ao longo do rio logo após sua nascente, chamada Senda Sursilvana.
O Lago do Passo do Oberalp está localizado a 20 metros abaixo, na direção de Andermatt.

## Galeria de imagens

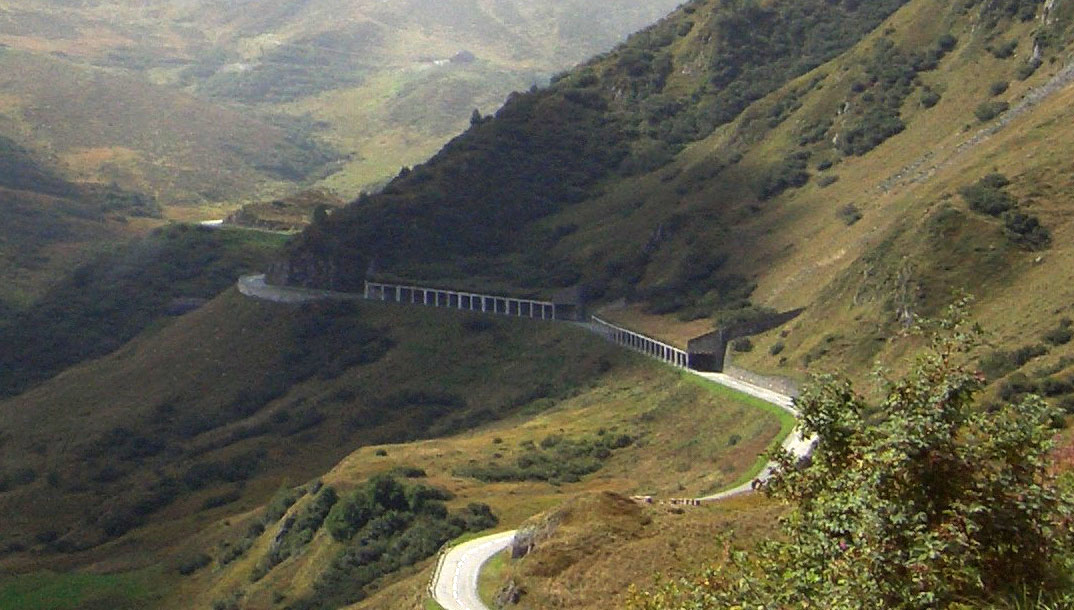
Passo do Oberalp
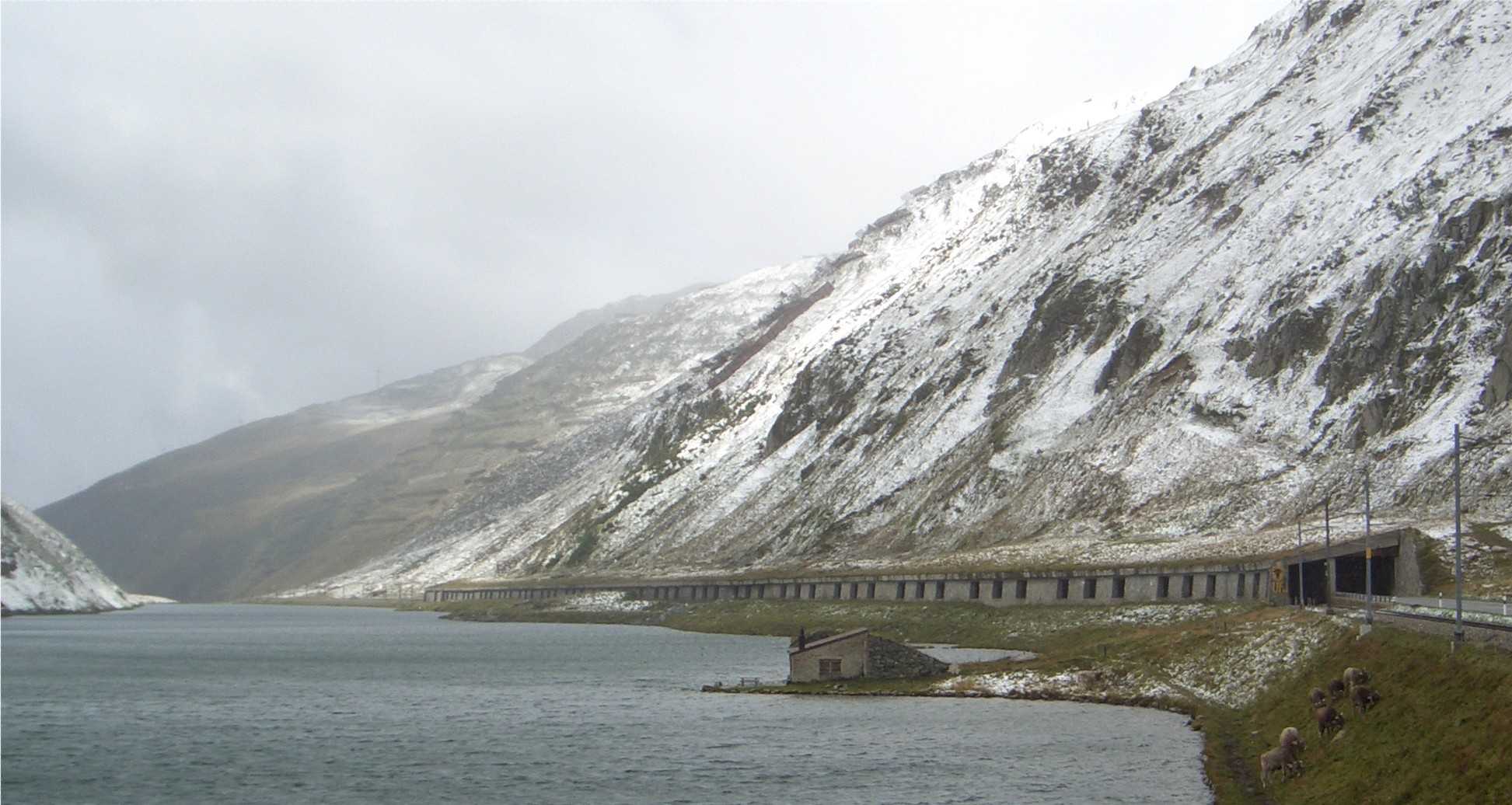
Lago do Passo do Oberalp e túnel de proteção para ferrovia e rodovia
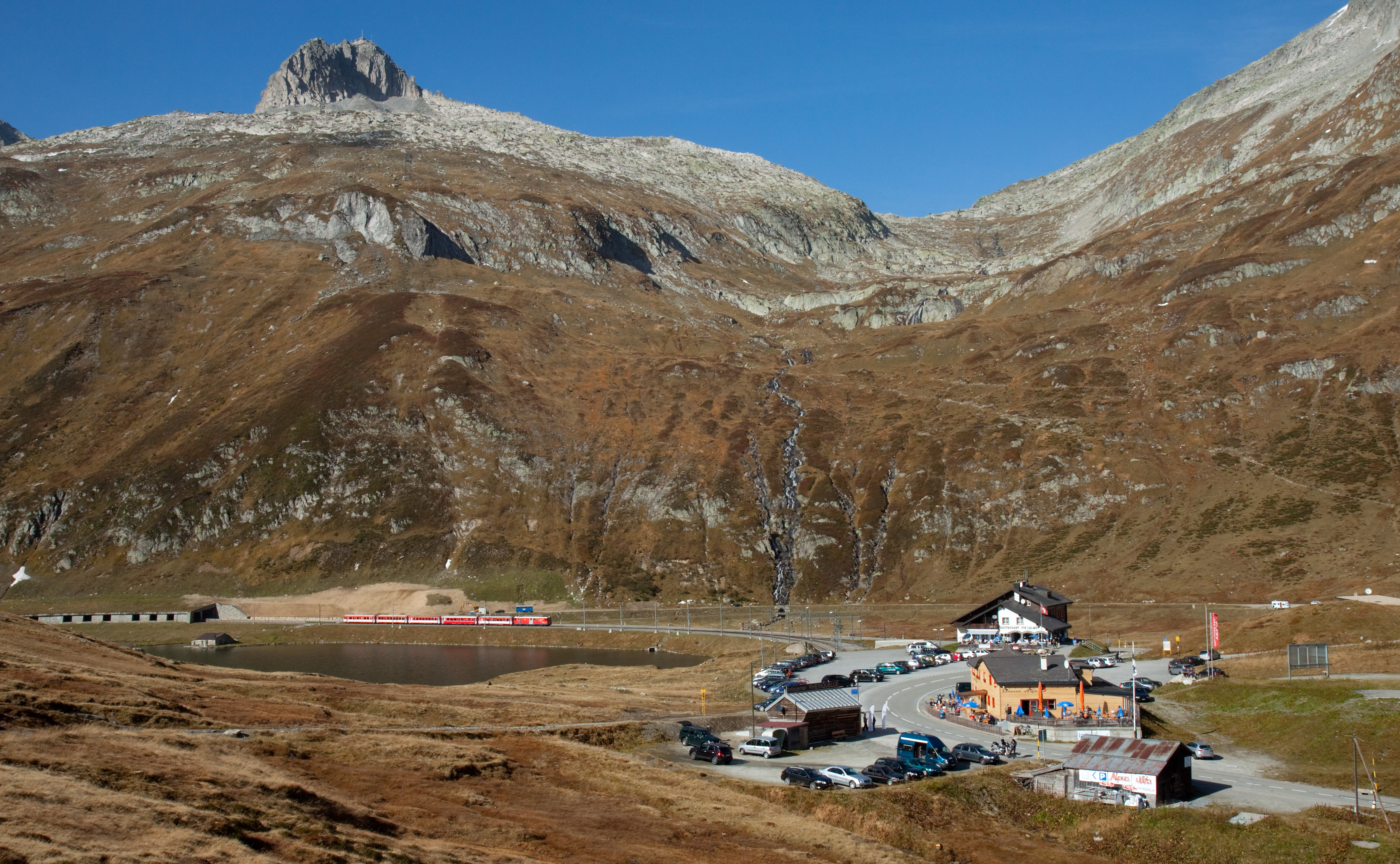
Ponto mais alto da estrada (a ferrovia usa o túnel menor)
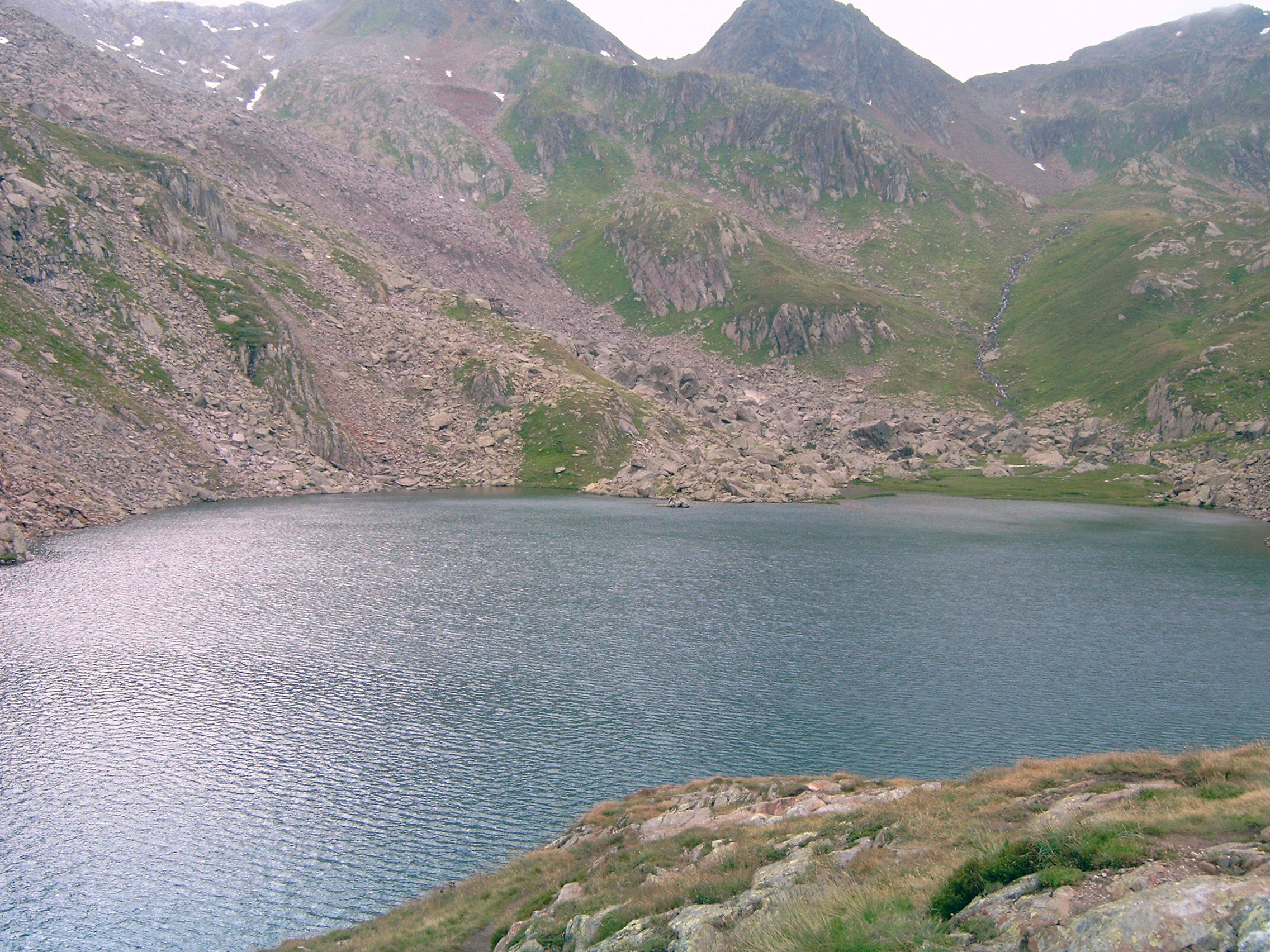
Lago Tomasee
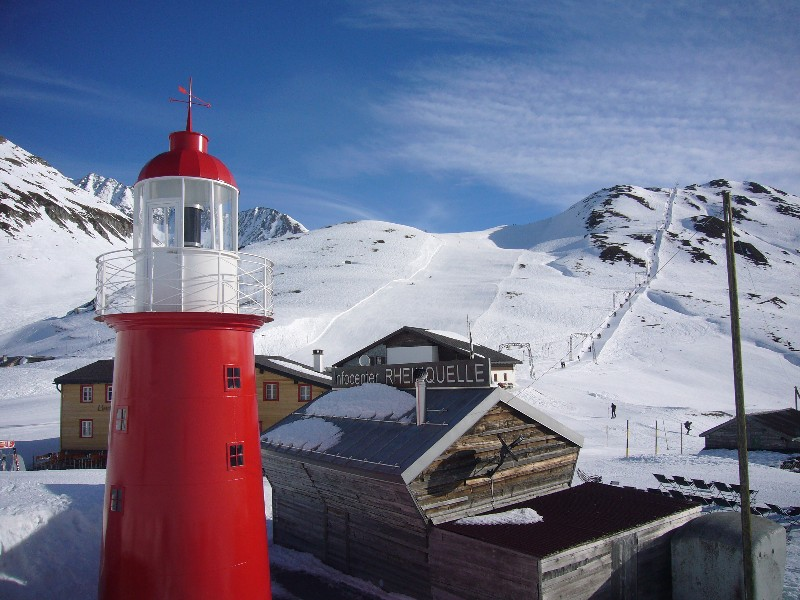
Atividades de inverno